# 凱文·尼龍
凱文·尼龍（英語：Kevin Nealon，1953年11月18日—），是一位美國男演員、編劇及音樂家，他最知名的電影是《魔鬼接班人》、《特務行不行》、《特勤沙龍》、《愛情大臨演》及《當我們混在一起》系列而出名，而最被眾人所熟悉為電視劇《單身毒媽》裡飾演Doug Wilson角色耳熟能詳。

## 生平
尼龍出生在密蘇裏州聖路易斯市，他是一位素食主義者，1971年畢業於Sacred Heart大學，主修行銷學。早期喜歡音樂，曾經自組過樂隊，過去他在1997年開始在《周六夜現場》當編劇，慢慢也開始走向台前表演，一直持續到2006年。2007年在亞當桑德勒的《高爾夫球也瘋狂 Happy Gilmore》裏得到了一個小角色，此後他演過的很多電影小角色都是亞當桑德勒的電影，他倆也是好朋友。在2006年的電視劇《Champs》得到了主演的機會，可惜這部劇12集就被砍了，第二年《Hiller and Diller》電視劇他得到了演男主角Ted Hiller的機會，可惜又是一部13集被砍的劇，此時此刻，凱文‧尼龍近些年來一直想要展示自己的喜歡表演才能，但2003年的《我愛一嘴毛》可以算作他的一部成功作品。

## 個人生活
西元1989年，尼龍和琳達·杜普里結婚，但後來於2002年離婚，只有13年的時間。不過，2005年9月3日尼龍和一位女演員蘇珊‧雅葛莉在義大利貝拉焦結婚，2007年1月29日在加利福尼亞州生下他們的第一個孩子叫做蓋博內斯尼倫。他是一個狂熱的高爾夫愛好者和撲克選手並發揮他拿手的班卓琴及吉他，他還聲稱自己是精通德語，已經在德國生活了四年。

## 作品

### 電影
| 年分 | 中文片名       | 英文片名                       |
| ---- | -------------- | ------------------------------ |
| 2000 | 魔鬼接班人     | Little Nicky                   |
| 2003 | 抓狂管訓班     | Anger Management               |
| 2003 | 奶爸安親班     | Daddy Day Care                 |
| 2006 | 賴家宅男       | Grandma's Boy                  |
| 2008 | 特勤沙龍       | You Don't Mess with the Zohan  |
| 2008 | 特務行不行     | Get Smart                      |
| 2011 | 愛情大臨演     | Just Go with It                |
| 2011 | 脫星世家       | Bucky Larson Born to be A Star |
| 2014 | 姐姐我醉大     | Walk of Shame                  |
| 2014 | 當我們混在一起 | Blended                        |

### 電視劇
| 年分      | 中文片名   | 英文片名            |
| --------- | ---------- | ------------------- |
| 1975      | 周六夜現場 | Saturday Night Live |
| 2005-2012 | 單身毒媽   | Weeds               |